# Henry Benedict Stuart
Henry Benedict Stuart (11 martie 1725 – 13 iulie 1807) a fost cardinal romano-catolic și al patrulea (și ultimul) pretendent iacobit la tronul Franței, Angliei, Scoției și Irlandei, din partea dinastiei Stuart. Spre deosebire de tatăl său, James Francis Edward Stuart, și fratele său, Charles Edward Stuart, Henry nu a făcut nici un efort să capete la loc tronul. După decesul lui Charles în ianuarie 1788, papalitatea nu l-a recunoscut pe Henry ca fiind conducătorul Angliei, Scoției și Irlandei, însă se referea la el numindu-l "Cardinalul Duce de York".
Și-a petrecut viața în Statele Papale și a avut o carieră lungă în clerul Bisericii Romano-Catolice; a devenit decan al Colegiului Cardinalilor și cardinal-episcop de Ostia și Velletri.
În tinerețe, a fost făcut de tatăl său Duce de York (în nobilimea iacobită) și acesta este titlul sub care a fost cel mai cunoscut. După decesul fratelui său în 1788, Henry a devenit cunoscut de către iacobiți ca regele Henric al IX-lea al Angliei și al Irlandei și Henric I al Scoției.